# Syngrapha parilis
Syngrapha parilis là một loài bướm đêm trong họ Noctuidae.